# Kochankowie (film 1958)
Kochankowie (fr. Les amants) – francuski melodramat z 1958 roku w reżyserii Louisa Malle’a. Zdjęcia kręcono m.in. w Paryżu, Dijon oraz kilku miejscowościach w departamencie Côte-d’Or.

## Fabuła
Film opowiada historię Jeanne (Jeanne Moreau), znudzonej żony oraz kochanki zawodnika polo, która wdaje się w trzeci romans z przygodnie poznanym kierowcą. Jeanne decyduje się odjechać z tym ostatnim, rozstając się ze swoją córką i unikając moralnych konsekwencji zdrady rodziny.

## Recepcja
Kochankowie, drugi po Windą na szafot samodzielny film Malle’a, znany był z pierwszej w historii francuskiego kina mainstreamowego sceny żeńskiego orgazmu, który wieńczył zakazany związek. Scena ta wzburzyła francuskiego ministra kultury André Malraux, który rozważał zakaz rozpowszechniania filmu. Z poważnymi konsekwencjami Kochankowie spotkali się w Stanach Zjednoczonych, gdzie przez pewien czas rozpowszechnianie filmu było obciążone konsekwencjami karnymi.
Współcześnie film Malle’a bywa odczytywany przede wszystkim jako jeden z filmów zapowiadających Nową Falę, której współtwórcą stał się Malle również dzięki Windą na szafot.